# Babice
Babice (Blennioidei), podred riba u redu grgečki (Perciformes). Podred obuhvaća morsku ali i neke slatkovodne ribe. Sastoji se od porodica: Slingurke ili Blenniidae, Chaenopsidae, Glavoperčići ili Clinidae, Dactyloscopidae, Labrisomidae i pjetlići ili Tripterygiidae.
Blennioidei su poglavito malene ribe s bentosa, relativno velikih očiju i usta, a sve zajedno dijele sličnu morfologiju i ponašanje. Ima ih preko 830 vrsta u 130 rodova. Većinu vremena provode pri dnu gdje se mogu skrivati u pjeskovitoj podlozi, pukotinama i grebenima.